# سوزانا دالبياك
سوزانا دالبياك هي اِمرأة بريطانية، عُرفت بمشاركتها في حرب الاستقلال الإسبانية بجانب زوجها.

## نشأتها وعائلتها
سوزانا إيزابيلا دالتون هي واحدة من أبناء المُقدم جون دالتون التسعة، ولدت في سلينفورد، يوركشاير. والدتها هي سوزانا بريسكوت ابنة الجنرال روبرت بريسكوت. شهدت العائلة العديد من أفرادها ينضمون لأداء الخدمة العسكرية: فبالإضافة إلى والدها، خمسة من إخوتها قد حصلوا على رتب في الجيش البريطاني والبحرية الملكية.

## الزواج
تزوجت سوزانا من جيمس تشارلز داليباك (1776-1847) م:رائد في كتيبة الفرسان-هي الكتيبة الرابعة التابعة  للملكة في الجيش البريطاني- وأنجبوا ابنة.
شاركت الفرقة العسكرية المنضم إليها زوج سوزانا في حرب الاستقلال الإسبانية، ثم في النزاع الناشب في البرتغال في أبريل/نيسان عام 1809م. بعد ذلك، أصبح جيمس داليباك مُقِدمًا يتولى قيادة كتيبة الفرسان الرابعة التابعة للملكة خلال عدة هجمات أثناء غياب الضابط الأعلى لورد روبرت سومرسيت في الفترة من 1811م  حتى 1812م. ذهبت سوزانا برفقة زوجها عندما غادر لحرب الاستقلال الإسبانية، وكانت معه أيضًا أثناء معركة سلمانكا في 22 يوليو/تموز عام 1812م، حيث أن كليهما شارك في هجوم الفرسان. وصف المؤرخ الايرلندي ويليام فرانسيس باتريك نابير داليباك في المعركة قائلًا:
«هي ليدي إنجليزية ذو نفس رقيقة وطلة في غاية النعومة، جسورًة واجهت الأخطار وتحملت مرارة معركتين... وفي هذه المعركة، نست تمامًا كل شيء إلا عاطفتها الشديدة التي طالما رافقتها. لقد مضت وسط نيران الأعداء مرتعدًة ولكن تدفعها-لا إيراديا- للأمام مشاعر أكبر من كونها فزعٌ وأكثر حدة من مهابة الموت.»
بحثت داليباك عن زوجها بين الجرحى بعد المعركة. كتبت المنشورات في ذلك الوقت- مثل مجلة ستراند- عن مشاركة داليباك في المعركة. كانت معركة سلمانكا هي آخر سلسلة في حلقة خدماته النشطة. عاد بعد ذلك إلى إنجلترا وبعد عدة ترقيات، حصل على رتبة لواء في 27 مايو/أيار 1825م، ومنحه الملك ويليام الرابع لقب فارس عام 1831م. اشترى جيمس داليباك بيت مولتون الموجود في شمال يوركشاير من السير رالف ميلبانك الذي باعه من أجل مهر ابنته للزواج من لورد بايرون.
ماتت سوزانا داليباك في 25 يناير/كانون الثاني عام 1829 م عن عمر يناهز الرابعة والخمسين، دُفنت في كنيسة القديس ميخائيل في قرية كيرك لينجتون، شمال يوركشاير وبالقرب من هناك يوجد نصب تذكاري عن مشاركتها في معركة سلمانكا، وعن دورها كذلك كزوجة وأم. تزوجت ابنتها الوحيدة من دوق روكسبرغ السادس جيمس اينيس كير. توفى زوجها الأرمل في ديسمبر/كانون الأول عام 1847 م في لندن.